# Lehtosaari (ö i Hankasalmi, Armisvesi)
Lehtosaari är en ö i Finland. Den ligger i sjön Armisvesi och i kommunen Hankasalmi i den ekonomiska regionen  Jyväskylä ekonomiska region  och landskapet Mellersta Finland, i den centrala delen av landet, 270 km norr om huvudstaden Helsingfors. Öns area är 8,2 hektar och dess största längd är 0,5 kilometer i nord-sydlig riktning.